# Colpias
Colpias es un género con una especies de plantas de flores perteneciente a la familia Scrophulariaceae. 

## Especies seleccionadas
- Colpias mollis

- Datos: Q8460349
- Multimedia: Colpias / Q8460349
- Especies: Colpias